# Diocèse de San José del Guaviare
Le diocèse de San José del Guaviare (en latin : en latin : Dioecesis Sancti Iosephi a Guaviar ; en espagnol : Diócesis de San José del Guaviare) est un diocèse de l'Église catholique en Colombie, suffragant de l'archidiocèse de Villavicencio.

## Territoire

Il comprend tout le département de Guaviare composé des 4 municipalités : Calamar, El Retorno, Miraflores et San José del Guaviare ce qui correspond à un territoire de 42 327 km2 divisé en 16 paroisses.
Le siège épiscopal est dans la ville de San José del Guaviare où se trouve la cathédrale Saint-Joseph.

## Historique
Le vicariat apostolique de San José del Guaviare est érigé le 19 janvier 1989 par la constitution apostolique Tum novas utile du pape Jean-Paul II en prenant une partie du territoire de la préfecture apostolique de Mitú (aujourd'hui vicariat apostolique de Mitú).
Le 29 octobre 1999, le vicariat apostolique est élevé au rang de diocèse par la constitution apostolique Inter cetera du pape Jean-Paul II.
Nommé suffragant de l'archidiocèse de Bogota lors de sa création, il intègre la province ecclésiastique de l'archidiocèse de Villavicencio le 3 juillet 2004 par la constitution apostolique Ad totius dominici du pape Jean-Paul II.

## Évêques
- Belarmino Correa Yepes, M.X.Y (19 janvier 1989 - 17 janvier 2006)
- Guillermo Orozco Montoya (17 janvier 2006 - 2 février 2010), nommé évêque de Girardota
- Francisco Antonio Nieto Súa (2 février 2011 - 26 juin 2015), nommé évêque d'Engativá
- Nelson Jair Cardona Ramírez (7 mai 2016 - 4 octobre 2024), nommé évêque de Pereira